# ホアアン県
ホアアン県（ホアアンけん、ベトナム語：Huyện Hòa An / 縣和安?）は、ベトナム社会主義共和国カオバン省の県。面積は665.34km²、人口は100,800人（2018年）である。

## 行政区画
1市鎮20社から構成される。